# Asphyx
Asphyx es una banda de death metal formada en Oldenzaal, Overijssel, Países Bajos en 1987. Su estilo se destaca por incorporar elementos de doom metal y thrash metal en su música.

## Historia
La banda fue formada en 1987 por Bob Bagchus y Tonny Brookhuis. Eric Daniels entró como segundo guitarrista y Chuck Colli estuvo a cargo del bajo y las voces; esta formación lanzó el demo Enter the Domain.
En marzo de 1989 Colli fue reemplazado por Theo Loomans y grabaron el demo Crush the Cenotaph. Entonces Brookhuis deja la banda y los tres que quedaron grabaron el álbum Embrace the Death que no fue lanzado debido a problemas con la disquera.
Después Martin Van Drunen deja Pestilence a principios de los noventa, y se une a Asphyx y firman para Century Media Records. Después del lanzamiento de su álbum debut, The Rack, se van de gira por Europa con Entombed. Siguiendo con un tour con Bolt Thrower y Benediction en 1992. Poco después de grabar su segundo álbum, Last One on Earth, Van Drunen deja la banda y sería reemplazado por Ron Van der Pol. Finalmente, Bagchus deja la banda también. Fue reemplazado por Sander Van Hoof.
Su álbum homónimo fue lanzado en 1994 y dirigiría a la banda a su separación en 1995.
El mismo año Loomans y Bagchus deciden reformar Asphyx y graban el álbum God Cries. Por ese entonces la banda lanza el álbum Embrace the Death. Sin embargo la banda se separó de nuevo después de este lanzamiento. En 1997 Soulburn fue fundada por Bagchus y Daniels y junto con el cantante y bajista de Pentacle Wannes Gubbles grabaron el álbum Feeding on Angels.
En el 2000 renombraron el proyecto a Asphyx y grabaron el álbum On the Wings of Inferno con la misma alineación. Sin embargo se separaron de nuevo en el 2001.
En enero de 2007, la banda se reunió con Van Drunen, Gubbels, Paul Baayens y Bagchus y graban tres álbumes posteriores a su regreso, deathhammer en 2012, Incoming Death en 2016 y su álbum más reciente, de nombre Necroceros, lanzado en enero del 2021. Actualmente tienen contrato con la compañía discográfica Century Media.

## Cronología

### Actual
- Martin Van Drunen - Voz (1991-1992 y desde 2007), bajo (1991-1992)
- Wannes Gubbels - Bajo, voz
- Bob Bagchus - Batería
- Paul Baayens - Guitarra

### Miembros anteriores
- Eric Daniels - Guitarra
- Theo Loomans - Voz, bajo (1996)
- Ron van der Pol - Voz, bajo (1992-1994)
- Ronny van der Wey - Guitarra (1996)
- Sander van Hoof - Batería (1994)
- Tonny Brookhuis - Guitarra
- Chuck Colli - Voz, Bajo
- Roel Sanders - Batería

## Discografía
- Carnage Remains (1988, Demo)
- Enter the Domain (1989, Demo)
- Crush the Cenotaph (1990, Demo)
- Mutilating Process (1989, EP)
- The Rack (1991)
- Crush the Cenotaph (1992, EP)
- Last One on Earth (1992)
- Asphyx (1994)
- Embrace the Death (1996, Grabado en 1990)
- God Cries (1996)
- Feeding on Angels (1998, como Soulburn)
- On the Wings of Inferno (2000)
- Death the Brutal Way (2008, EP)
- Death.... the Brutal Way (2009, LP)
- Deathhammer  (2012)
- Incoming Death (2016)
- Necroceros (2021)

- Datos: Q737199
- Multimedia: Asphyx / Q737199